# Bill Dickinson
William Louis (Bill) Dickinson (ur. 5 czerwca 1925, zm. 1 marca 2008) – amerykański polityk, członek Partii Republikańskiej. W latach 1965–1993 był przedstawicielem drugiego okręgu wyborczego w stanie Alabama w Izbie Reprezentantów Stanów Zjednoczonych.